# Flughafen Tacuarembó

i7
i11
i13
Der Aeropuerto de Tacuarembó (IATA-Flughafencode: TAW - ICAO-Flughafencode: SUTB) ist ein Flughafen in Uruguay.
Er liegt südöstlich der Stadt Tacuarembó und nordöstlich von Paso Bonilla, rund zwei Kilometer nordwestlich der Mündung des Arroyo Tranqueras in den Arroyo Tacuarembó Chico im Departamento Tacuarembó im zentralen Norden Uruguays.